# Seraucourt-le-Grand
Seraucourt-le-Grand ist eine französische Gemeinde mit 714 Einwohnern (Stand 1. Januar 2022) im Département Aisne in der Region Hauts-de-France. Sie gehört zum Arrondissement Saint-Quentin und zum Gemeindeverband Saint-Quentinois.

## Geografie
Die Gemeinde Seraucourt-le-Grand liegt acht Kilometer südwestlich von Saint-Quentin an der Somme und dem hier parallel zur Somme verlaufenden Canal de Saint-Quentin.

## Geschichte
Bei Ausgrabungen einer Grabstätte aus merowingischer Zeit wurden Schmuck und Waffen gefunden. Erstmals urkundlich erwähnt wurde der Ort im Jahr 1010 als Serodi Curtis.

### Bevölkerungsentwicklung
| Jahr                       | 1962 | 1968 | 1975 | 1982 | 1990 | 1999 | 2006 | 2015 | 2022 |
| -------------------------- | ---- | ---- | ---- | ---- | ---- | ---- | ---- | ---- | ---- |
| Einwohner                  | 615  | 540  | 544  | 614  | 738  | 715  | 784  | 777  | 4714 |
| Quellen: Cassini und INSEE |      |      |      |      |      |      |      |      |      |

## Sehenswürdigkeiten
- Kirche Saint-Martin mit romanischem Portal
- britischer Soldatenfriedhof mit Gräbern von fast 2000 Gefallenen des Ersten Weltkrieges und einige von Opfern des Zweiten Weltkriegs; südlich des Ortes befand sich früher ein Militärflugplatz
- Wasserturm

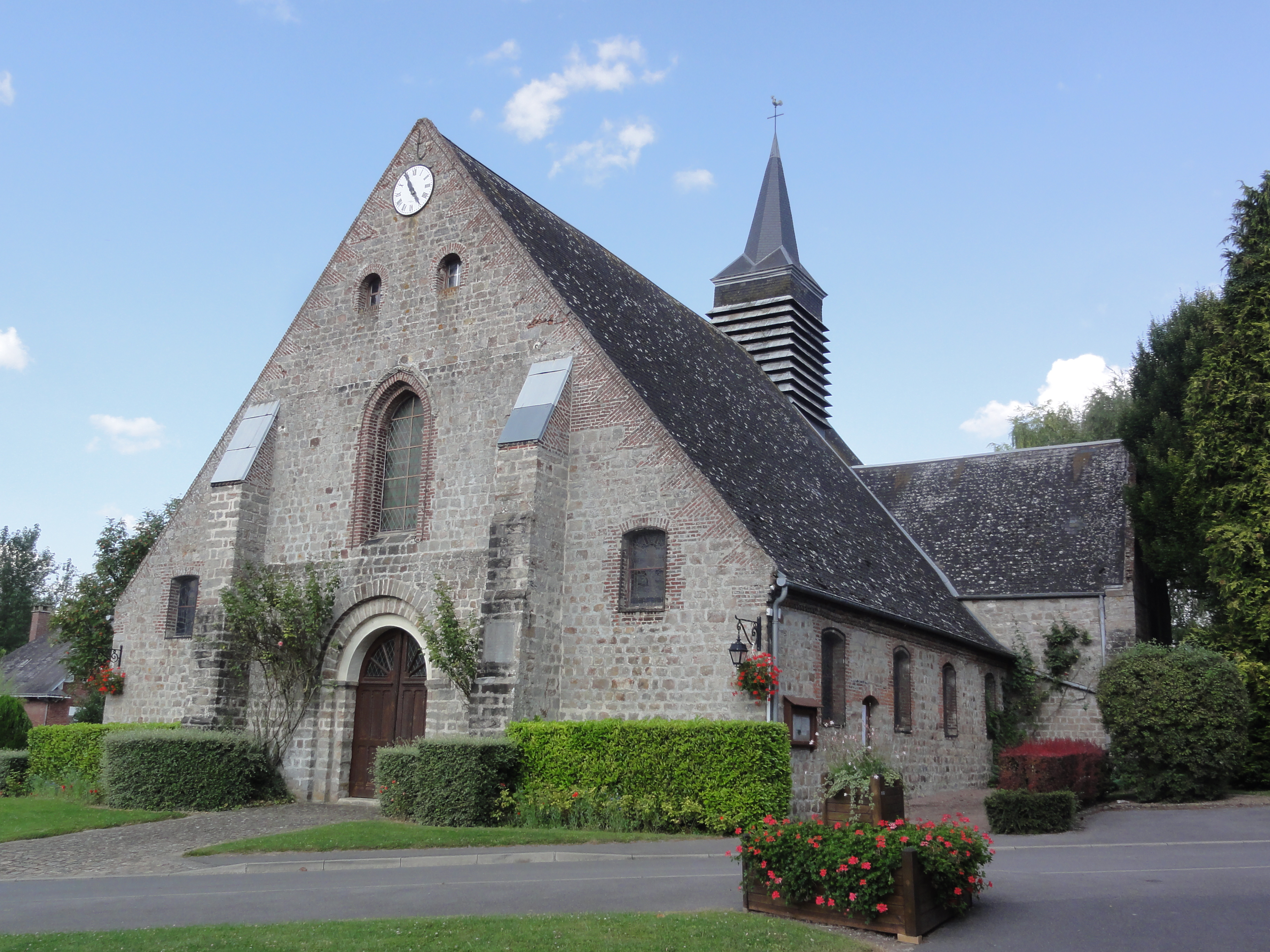
Kirche Saint-Martin
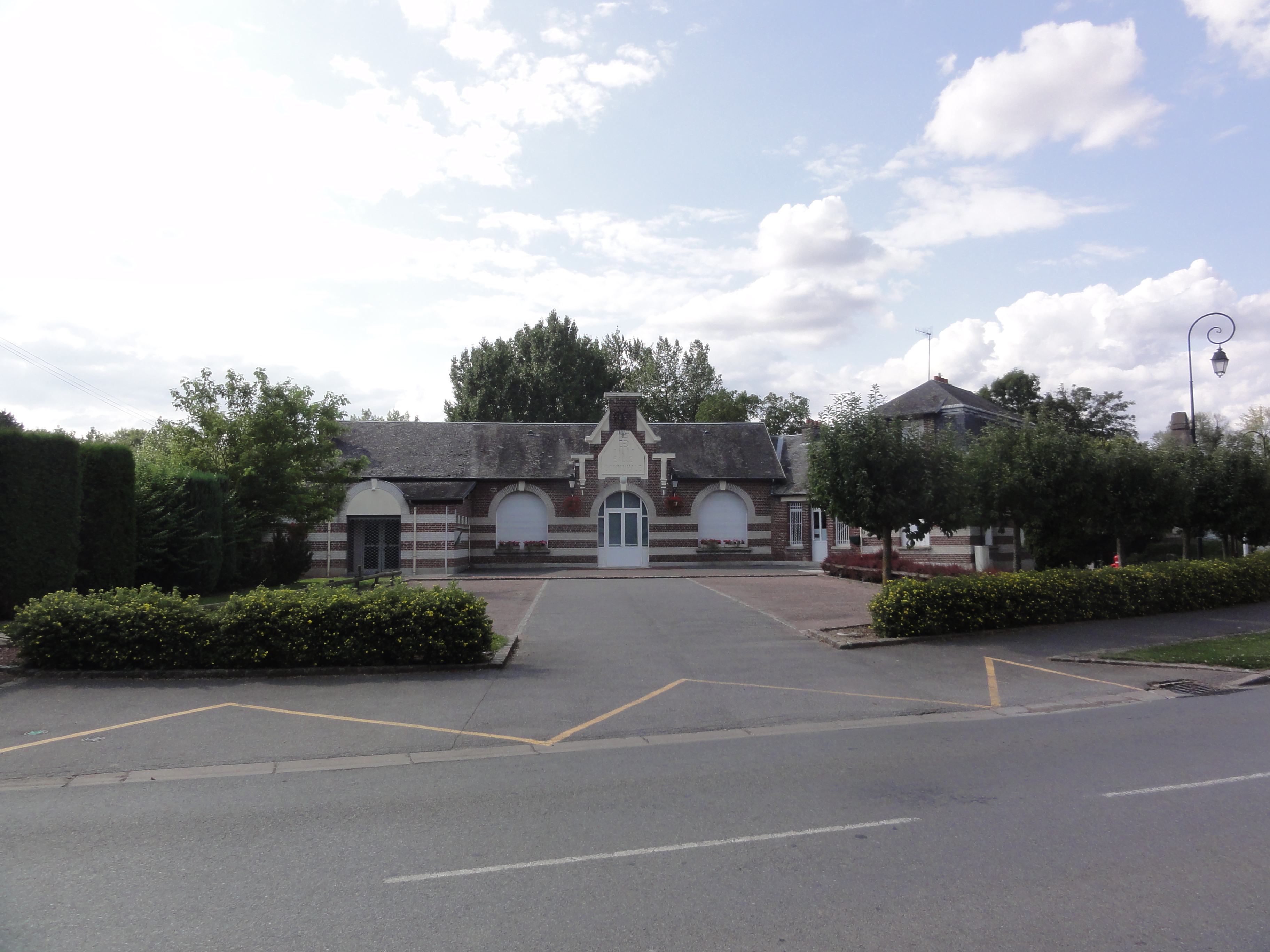
Gemeindefestsaal
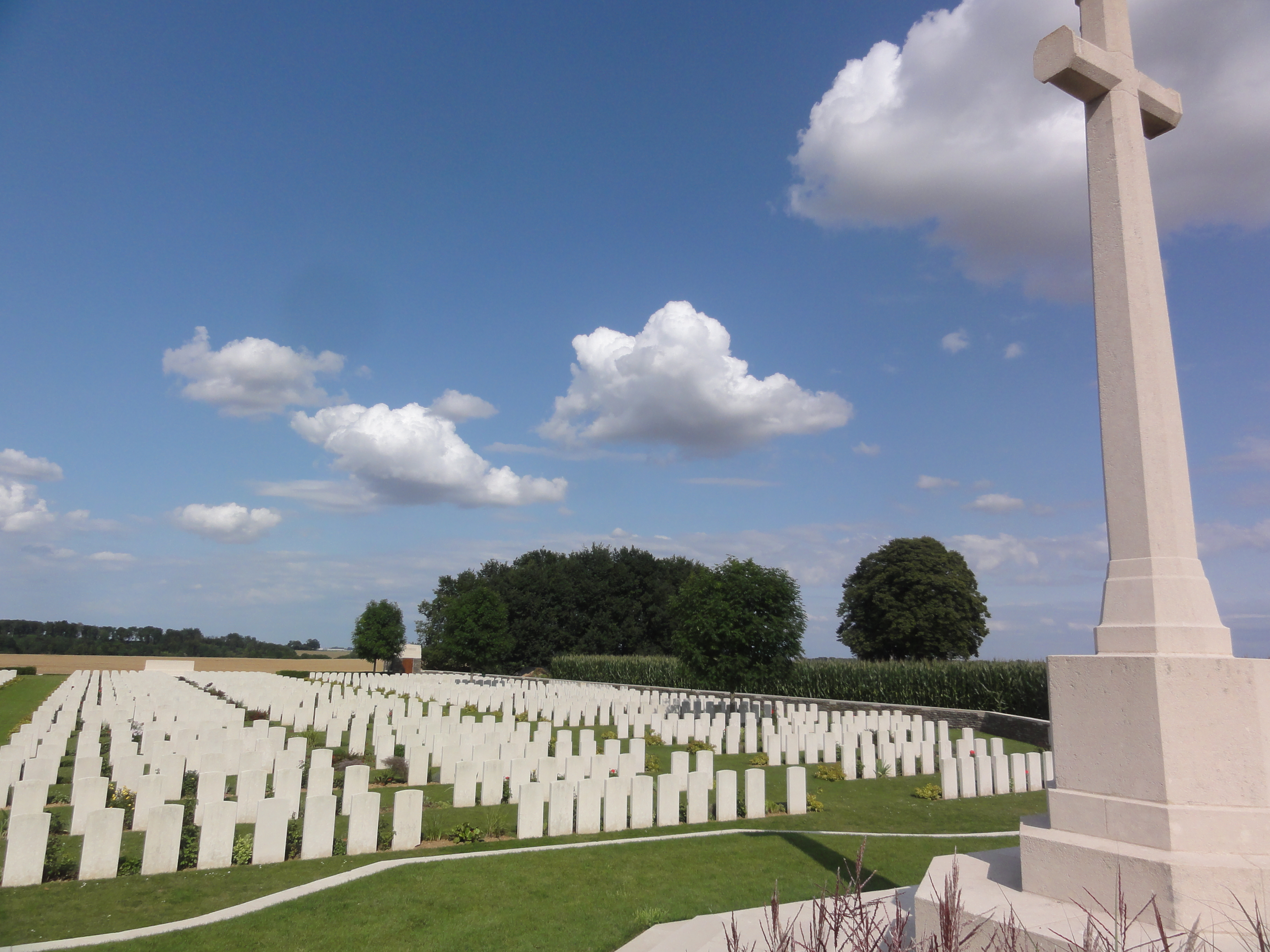
Britischer Soldatenfriedhof